# Geólogos del Mundo
La ONG Geólogos del Mundo es una organización no gubernamental sin ánimo de lucro, creada en España el año 1999 a partir del impulso del Ilustre Colegio Oficial de Geólogos (ICOG) y la   Federación Europea de Geólogos (FEG) y calificada como Entidad de Utilidad Pública en mayo de 2003.

## Actuación
Las principales líneas de actuación son la gestión de los recursos naturales y de los riesgos geológicos orientadas a elaborar información geológica y herramientas de soporte para el ordenamiento territorial, abastecimiento de agua, la divulgación y la formación en el campo de las ciencias de la tierra.
Estas actuaciones se realizan a través de proyectos, en los cuales, aparte de las componentes técnicas donde se genera la información, se incluyen acciones de transferencia de conocimiento y fortalecimiento de las poblaciones e instituciones beneficiarias, procurando establecer procesos que mejoren la participación desde una perspectiva de género y que faciliten la gobernabilidad en todos sus niveles.

## Finalidad
Geólogos del mundo es una organización no gubernamental de desarrollo (ONGD) con fines no lucrativos que quiere poner al servicio de los países y grupos más necesitados el conocimiento geológico.
Nace en España a propuesta de la Federación Europea de Geólogos el 14 de febrero de 1999 siendo apadrinada desde el primer momento por el Colegio de Geólogos. Desde mayo de 2001, Geólogos del Mundo se encuentra incluida entre los firmantes del Contrato Marco con la Oficina de Ayuda Humanitaria de la Comisión Europea (ECHO). En virtud de la Orden de 28 de mayo de 2003, el Ministerio del Interior ha dispuesto declarar de utilidad pública a la entidad de Geólogos del Mundo. Actualmente, está desarrollando proyectos geológicos de ayuda al desarrollo en países de África, Centro y Sudamérica, Sudeste Asiático, etc.
El 12 de abril de 2008, la Universidad de Oviedo en el marco de su IV Centenario, concede a Geólogos del Mundo el Premio IV centenario Universidad Solidaria El 12 de diciembre de 2008 la Corporación Municipal de Siguatepeque (Honduras) entregó el premio Bellota de la excelencia a Geólogos del Mundo por su colaboración en el desarrollo de este Municipio.  
El 13 de diciembre de 2008, el documental Agua: el oro azul producido por Geólogos del Mundo y Jóvenes por la Ecología de Asturias fue galardonado con el premio Medio Ambiente en el V festival Internacional de Cine Solidario de Sant Sadurní d´Anoia. 
Se firmaron convenios de cooperación educativa entre la Universidad de Oviedo y Geólogos del mundo que tienen como objeto fomentar la formación práctica de estudiantes universitarios y de los matriculados en el máster oficial: Recursos Geológicos y Geotecnia en proyectos de Cooperación al Desarrollo.
Así pues, la finalidad de Geólogos del Mundo es la de contribuir a la mejora sostenible de las condiciones de vida de los sectores más vulnerables de la sociedad civil en los países más desfavorecidos.

## Organización
Geólogos del Mundo se estructura a través de diferentes delegaciones y representaciones que actúan a la vez como sedes administrativas y ejecutivas. Cuenta con delegaciones en España (Andalucía, Aragón, Asturias, Castilla-La Mancha, Cataluña, Madrid y País Vasco), El Salvador (Centroamérica) y Bruselas (Bélgica).